# Anna Enocsson
Anna Elisabeth Enocsson, gift och skild Öhrström, född 18 mars 1971 i Mölltorps församling i dåvarande Skaraborgs län, är en svensk mountainbikecyklist. 
Enocsson tävlade för Motala AIF och ingick under sina år som proffs i Multivan Merida Biking Team samt Ghost International Racing Team.  Under 2005 blev det två världscupssegrar i maratondisciplinen i mountainbike, där hon slutade trea totalt. Anna och hennes teamkollega Esther Süss från Schweiz vann 2005 samtliga 8 etapper i https://bike-transalp.de/en/news/. Hon slutade fyra i Maraton-VM i mountainbike och har deltagit i många tävlingar under årens lopp. Hon hade planer på att försöka kvala till OS 2008 i Peking, men på grund av problem efter en ryggskada  avslutade hon sin karriär efter säsongen 2007.
Anna jobbar på Vätternrundan, bor i Motala och är sambo och har en dotter och två bonusdöttrar.